# Guillermo Eyre
Guillermo Eyre fue un marino británico que luchó al servicio de la marina del Imperio del Brasil durante la guerra de independencia de esa nación y en la guerra con la República Argentina.

## Biografía
Guillermo Eyre (William, Guilherme) nació en Inglaterra. Se incorporó a la escuadra del Imperio del Brasil el 11 de noviembre de 1822 como teniente a bordo de la fragata Piranga. El 15 de enero de 1823 fue ascendido a teniente 1.º.
El 29 de abril pasó a prestar servicios en el Pedro I, nave almirante de la flota imperial, a bordo del cual participó en la campaña de Bahía.
El 9 de agosto de 1824 fue promovido a capitán teniente y recibió el mando de la corbeta de 20 cañones Itaparica. Iniciada la Guerra del Brasil, fue destinado con su buque al teatro de operaciones en el Río de la Plata.
Intervino en los combates de Los Pozos de los días 23 y 25 de mayo de 1826 y en el combate de Quilmes (29 y 30 de julio de 1826), donde su conducta le valió ser condecorado.
En febrero de 1827 recibió la orden de incorporarse con su nave como segundo de James Shepherd a la expedición dirigida contra Carmen de Patagones en procura de neutralizar la actividad de los corsarios al servicio de la Argentina.
En el combate que tuvo lugar en cerro de la Caballada el 7 de marzo de 1827, durante la batalla de Carmen de Patagones, en la cual la fuerza imperial fue completamente derrotada, Shepherd murió en combate y Eyre debió hacerse cargo de las fuerzas brasileras hasta la rendición.
Al ser transportado a la estación naval en el Salado en el bergantín Anna, logró fugar con otros 93 prisioneros, varios de ellos oficiales (2 tenientes 1.º, 5 tenientes 2.º, entre ellos Joaquín Marques Lisboa, futuro almirante Tamandaré, y el teniente Joaquín José Ignacio, 1 guardiamarina, 8 oficiales de caballería y 2 de artillería).
Eyre comunicó a sus superiores que en la bahía San Blas se equipaban para el corso varios buques, entre ellos la fragata Gaviota (ex Condesa de Ponte, apresada a fines de 1826 por el corsario Oriental Argentino al mando de Pedro Dautant. El mando brasilero dispuso entonces enviar una nueva expedición y Eyre fue puesto al mando. Con la corbeta Maceio y los bergantines Caboclo (Inglis) e Independencia ou Morte (Claire) el 21 de octubre de 1827, cediendo a la opinión de sus oficiales y pilotos, intentó el ingreso a la embocadura de bahía San Blas. Tras varar la Maceio y el Independencia ou Morte, ambos buques se hundieron: cincuenta hombres se ahogaron y 80 debieron desembarcar y rendirse a los mismos defensores de Patagones, Eyre entre ellos.
El 14 de junio de 1828 fue canjeado, y al llegar a Montevideo recibió el mando de la fragata Nictheroy.
En 1831 mientras con el Donna Amelia convoyaba en su viaje a Europa los buques que conducían al abdicado Pedro I de Brasil con su séquito, los perdió de vista y regresó a Río de Janeiro, donde fue sometido a juicio y suspendido en el mando durante un año.
Durante la Revolución de Pará al mando de la fragata Emperatriz integró la división naval de Thomas Taylor. Cuando en junio de ese año la escuadra imperial al mando de Taylor se aproximaba al frente, Eyre encalló su buque "de la manera más vergonzosa posible, por lo que tuve que suspender al capitán de la fragata Eyre", según palabras del almirante Taylor.
El 14 de agosto de 1835 el capitán de fragata Eyre lideró un desembarco resultando gravemente herido. En 1836 fue ascendido a capitán de mar y tierra y por decreto del 22 de octubre de ese año se le concedió una pensión anual por invalidez de 360000 reis.
Reintegrado al servicio, en 1847 fue promovido a jefe de división graduado, pasando luego a retiro definitivo y dedicándose a tareas agrícolas en Nictheroy. Murió en Río de Janeiro el 3 de noviembre de 1850.